# Paul Burgstaller
Paul Burgstaller (* 4. Juli 1945 in Rothwein) ist ein ehemaliger österreichischer Politiker (ÖVP). Burgstaller war von 1982 bis 1994 Abgeordneter zum Nationalrat.

## Ausbildung und Beruf
Burgstaller absolvierte nach der Pflichtschule die Werkschule der VOEST-Alpine AG, wobei er als Versuchsgehilfe der metallurgischen Abteilung der Österreichischen Alpine Montangesellschaft arbeitete. Zudem studierte er als außerordentlicher Hörer an der Montanuniversität Leoben und war ab 1969 als Werkstoffprüfer angestellt. 1978 wurde er zum Abteilungsleiter der Abteilung für Qualitätssicherung und Qualitätsstatistik der Forschung der VOEST-Alpine AG in der Hauptverwaltung Leoben befördert.
Nach dem Ende seiner politischen Karriere wurde Burgstaller Geschäftsführer der Firma Impera aus Oberösterreich, die Glücksspielautomaten produziert.

## Politik
Burgstaller wirkte von 1974 bis 1980 als Betriebsratsobmann-Stellvertreter der VOEST-Alpine AG in Leoben und übernahm 1980 das Amt des Betriebsratsobmanns. Zudem wirkte er zwischen 1979 und 1989 als Kammerrat der Kammer für Arbeiter und Angestellte in der Steiermark. 1980 wurde Burgstaller von Landeshauptmann Josef Krainer zum Obmann-Stellvertreter der ÖVP Steiermark gemacht, zudem unterstützte er ihn bei der Wahl in den Nationalrat. In der Folge übernahm Burgstaller 1982 auch das Amt des Hauptbezirksparteiobmanns der ÖVP Leoben und wurde am 16. Februar 1982 als Abgeordneter im Nationalrat angelobt. Im Nationalrat machte Burgstaller unter anderem 1987 im Zuge der Antidrakenkampagne mit einem Misstrauensantrag gegen seinen Parteifreund Verteidigungsminister Robert Lichal auf sich aufmerksam. Zudem übte er oftmals heftige Kritik an der Verstaatlichten-Politik und dem Management der SPÖ, wobei ihm dies beinahe den Ausschluss aus dem Österreichischen Gewerkschaftsbund eingebracht hätte.
Der Misstrauensantrag gegen Lichal führte zu einem Bruch Burgstallers und der ÖVP, zudem belastete er auf Grund seiner Kritik an der Verstaatlichten die Koalition mit der SPÖ. Des Weiteren führte seine Nähe zur FPÖ zu seiner innerparteilichen Isolierung. Bereits 1992 schied er aus dem Amt als steirischer Landesobmann-Stellvertreter und Hauptbezirksparteiobmann von Leoben aus. Danach sorgte Burgstaller nochmals im August 1993 für Schlagzeilen, als das Nachrichtenmagazin profil sexistische Äußerungen aus dem parlamentarischen Innenausschuss veröffentlichte, die dort zwei Monate zuvor gefallen waren. Die sogenannte „Lutsch-Affäre“ war ausgelöst worden, nachdem Burgstaller die Abgeordnete der Grünen Terezija Stoisits mit den Worten „In den Mund nehmen und fest dran lutschen“ bedacht haben soll, als diese das Wort ergriff und das Mikrofon in die Hand nahm. Im Zuge der folgenden Empörung soll sich Burgstaller geäußert haben, dass er bei der Aufforderung, „das Ding in den Mund zu nehmen, an einen Eislutscher“ gedacht habe: „Ein Schwein, wer dabei an einen Penis denkt.“ Später gab Burgstaller an, er könne sich nicht erinnern, dass dieser Ausspruch überhaupt so gefallen sei.
In einer Aussprache mit dem Vorsitzenden der ÖVP-Parlamentsfraktion Heinrich Neisser und der Generalsekretärin Ingrid Korosec wurde Burgstaller der Vorschlag eröffnet, den Klageweg zu bestreiten, um die Urheberschaft der Aussage zu klären. Burgstaller lehnte jedoch dies ebenso wie eine Entschuldigung bei Stoisits ab und trat aus „Rücksichtnahme auf die Partei“ aus der ÖVP aus. Zudem begründete er seinen Schritt mit „Ausfällen“ der Vizeparteichefin Helga Rabl-Stadler gegen ihn. Burgstaller schied am 7. September 1993 aus dem ÖVP-Klub aus und war bis zum 6. November 1994 als „wilder Abgeordneter“ im Nationalrat.

## Auszeichnungen
- 1991: Großes Silbernes Ehrenzeichen für Verdienste um die Republik Österreich[4]